# Wild Card (álbum)
| Críticas profissionais | Críticas profissionais |
| Avaliações da crítica  | Avaliações da crítica  |
| Fonte                  | Avaliação              |
| ---------------------- | ---------------------- |
| About.com              | [ 1 ]                  |

Wild Card é o segundo álbum de estúdio da banda holandesa de metal sinfônico ReVamp, que foi lançado em 21 de agosto de 2013 na Europa pela Nuclear Blast.
Uma turnê mundial para a divulgação do álbum teve início em 6 de setembro de 2013 na cidade de Dordrecht, Países Baixos e encerrou em agosto do ano seguinte num festival na Suécia.

## Faixas
| N.º            | Título                                                                                    | Duração |  |
| 1.             | "'The Anatomy of a Nervous Breakdown': On the Sideline"                                   | 3:46    |  |
| 2.             | "'The Anatomy of a Nervous Breakdown': The Limbic System"                                 | 4:54    |  |
| 3.             | "Wild Card"                                                                               | 4:22    |  |
| 4.             | "Precibus"                                                                                | 4:24    |  |
| 5.             | "Nothing"                                                                                 | 3:54    |  |
| 6.             | "'The Anatomy of a Nervous Breakdown': Neurasthenia" (com participação de Devin Townsend) | 5:07    |  |
| 7.             | "Distorted Lullabies"                                                                     | 4:58    |  |
| 8.             | "Amendatory"                                                                              | 4:47    |  |
| 9.             | "I Can Become"                                                                            | 3:48    |  |
| 10.            | "Misery's No Crime" (com participação de Mark Jansen)                                     | 4:03    |  |
| 11.            | "Wolf and Dog"                                                                            | 5:01    |  |
| 12.            | "Sins" (faixa bônus)                                                                      | 4:05    |  |
| 13.            | "Infringe" (faixa bônus)                                                                  | 4:53    |  |
| Duração total: | Duração total:                                                                            | 58:02   |  |

## Desempenho nas paradas
| País          | Parada (2013)           | Melhor posição |
| ------------- | ----------------------- | -------------- |
| Bélgica       | Ultratop (Flandres)     | 97             |
| Bélgica       | Ultratop (Valônia)      | 130            |
| Finlândia     | Suomen virallinen lista | 21             |
| Países Baixos | Dutch Charts            | 43             |
| Reino Unido   | UK Rock Chart           | 31             |

## Créditos

### A banda
- Floor Jansen – vocais
- Arjan Rijnen – guitarra
- Jord Otto – guitarra
- Matthias Landes – bateria
- Ruben Wijga – teclado
- Henk Vonk – baixo

### Músicos convidados
- Johan van Stratum – baixo
- Devin Townsend – vocais em "'The Anatomy of a Nervous Breakdown': Neurasthenia"
- Mark Jansen – vocais em "Misery's No Crime"
- Marcela Bovio – vocais (coral)
- Daniël de Jongh – vocais (coral)